# Eriaphytis orientalis
Eriaphytis orientalis är en stekelart som beskrevs av Hayat 1972. Eriaphytis orientalis ingår i släktet Eriaphytis, och familjen växtlussteklar. Inga underarter finns listade.